# Anna An Xin
Św. Anna An Xin (chiń. 婦安辛安納) (ur. 1828 r. w Anping, Hebei w Chinach – zm. 11 lipca 1900 r. w Liugongying, Hebei) – święta Kościoła katolickiego, męczennica.
Podczas powstania bokserów w Chinach doszło do prześladowań chrześcijan. Anna An Xin razem z rodziną (synową Marią An Guo, żoną wnuka Anną An Jiao i wnuczką Marią An Linghua) została 11 lipca 1900 r. aresztowana przez powstańców. Próbowano zmusić je do wyrzeczenia się wiary. Ponieważ odmówiły, zostały wyprowadzone za wieś i zamordowane.
Dzień jej wspomnienia to 9 lipca (w grupie 120 męczenników chińskich).
Została beatyfikowana 17 kwietnia 1955 r. przez Piusa XII w grupie Leona Mangin i 55 Towarzyszy. Kanonizowana w grupie 120 męczenników chińskich 1 października 2000 r. przez Jana Pawła II.